# الانتخابات الرئاسية الأذربيجانية 2008

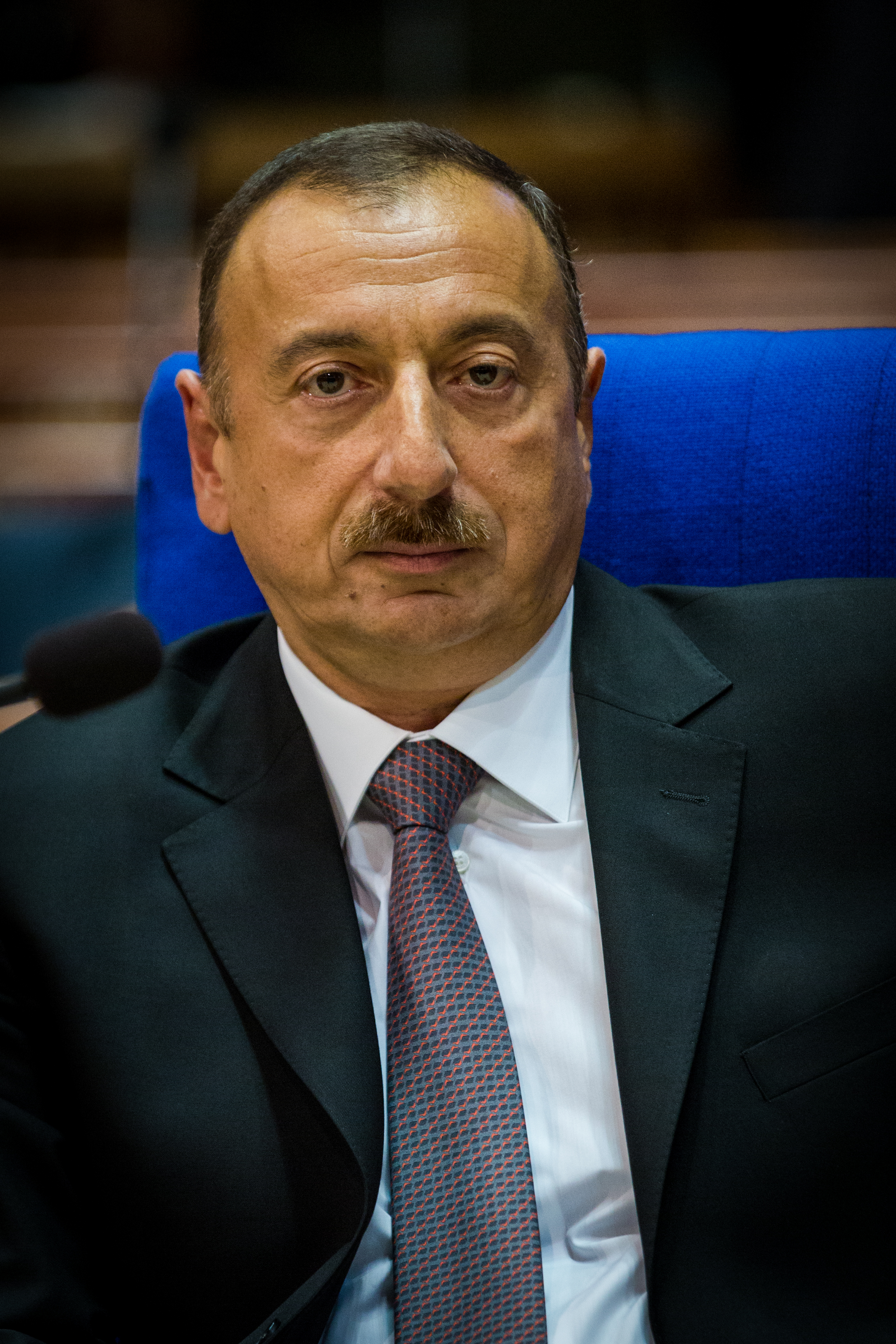
إلهام علييف.

عقدت الانتخابات الرئاسية في أذربيجان في 15 أكتوبر 2008 ولقد فاز إلهام علييف بولاية ثانية بنسبه 87٪ من الاصوات، حسب النتائج الرسمية.